# Доња Ричица
Доња Ричица је насељено место у Босни и Херцеговини у општини Горњи Вакуф-Ускопље. Административно припада Федерацији Босне и Херцеговине, односно њеном Средњобосанском кантону. Према попису становништва из 2013. у насељу је било 372 становника, а већинско становништво у насељу били су Хрвати.

## Становништво
По последњем службеном попису становништва из 2013. године у насељу Доња Ричица живело је 372 становника, а село је било етнички хомогено са већинском хрватском популацијом.
| Националност | 2013. | 1991.        | 1981.        | 1971.        |
| Бошњаци      | —     | 0            | 0            | 7 (1,33%)    |
| Хрвати       | —     | 482 (98,97%) | 457 (99,35%) | 508 (97,13%) |
| Срби         | —     | 2 (0,41%)    | 1 (0,21%)    | 7 (1,33%)    |
| Југословени  | —     | 0            | 1 (0,21%)    | 0            |
| остали       | —     | 3 (0,61%)    | 1 (0,21%)    | 1 (0,19%)    |
| Укупно       | 372   | 487          | 460          | 523          |